# قنات جلو خان (سلطانیه)
قنات  جلو خان (سلطانیه) مربوط به دوره ایلخانی است و در شهرستان ابهر بخش سلطانیه، ضلع غربی گنبد سلطانیه واقع شده و این اثر در تاریخ ۱۲ شهریور ۱۳۸۰ با شمارهٔ ثبت 4۳۷۸۸ به‌عنوان یکی از آثارپ ملی ایران به ثبت رسیده است.